# República de Haití (1806-1820)
La República de Haití (francés: République d’Haïti; criollo: Repiblik d Ayiti), conocida también como Haití del Sur, fue un Estado ubicado en la región suroeste de la isla de La Española. Su territorio abarcaba una porción de la región suroeste la Española y la totalidad de la península de Tiburón. Cuando la rebelión de esclavos de Saint-Domingue (1791-1804) llegó a su fin, Jean-Jacques Dessalines, el líder militar que ganó la guerra, bautizó a la nueva nación como el Imperio de Haití (1804-1806) proclamándose el mismo como emperador. En 1804, la nación de Haití nació, no como una república, sino como un imperio.  
Dos años después, En 1806, Dessalines fue asesinado por sus dos generales "de confianza": el negro y ex-esclavo Henri Christophe y el mulato de clase alta, Alexandre Pétion.
Después de la muerte de Dessalines, Henri Christophe y Alexandre Pétion empezaron a pelearse por el poder sobre el país, lo que resultó en su divisiónː Christophe fundó el Estado de Haití en el norte, mientras Pétion se quedó en el sur, donde fundó la República de Haití, el 17 de octubre de 1806. 
Mientras la República de Haití tenía el control del sur, Henri Christophe tenía el control del norte como presidente del Estado de Haití. En 1811, Christophe disolvió el Estado de Haití y fundó el Reino de Haití, nombrándose el mismo como rey.
El general Pétion gobernó la República de Haití en el sur desde 1806 hasta su muerte en 1818. Antes de morir, Pétion eligió como su sucesor a su favorito y protegido, el general mulato Jean-Pierre Boyer.
En 1820, una rebelión contra el rey Henri Christophe estalló. Los haitianos del norte de Haití estaban hartos de la dictadura de Christophe. Los rebeldes que querían derrocar a Christophe buscaban un gobierno más democrático y pagar menos impuestos. Temiendo ser linchado, el rey Henri Christophe se suicidó disparándose una bala de plata en el pecho. 
Una vez muerto Christophe, Jean-Pierre Boyer avanzó con su ejército hacia el norte de Haití, y lo anexó bajo su gobierno sin tener que pelear una sola batalla.

## Políticas domésticas
En un principio, Pétion se mostraba seguidor de la democracia, pero finalmente se convirtió en un dictador. Modificó la constitución haitiana de 1806 y se nombró así mismo "presidente vitalicio", con derecho a nombrar un sucesor. Más tarde en 1818 eliminó el Senado Haitiano para poder gobernar con más libertad.

### Medidas económicas
Pétion se apoderó de las tierras de las plantaciones comerciales de la antigua élite de la colonia y las distribuyó entre sus seguidores y los campesinos. Gracias a esta medida Pétion ganó un gran apoyo de las masas, que lo bautizaron con el apodo de Papa Bon-Cœur ("Papa-Buen Corazón"). Las distribuciones de tierra y los cambios en la agricultura redujeron la producción de productos básicos para la economía de exportación. La mayor parte de la población se convirtió en agricultores de subsistencia total, y las exportaciones y los ingresos estatales disminuyeron drásticamente, lo que dificultó la supervivencia del nuevo estado.

## Relaciones exteriores
Pétion dio asilo al líder independentista Simón Bolívar en 1815 y le brindó apoyo material y de infantería. Esta ayuda vital jugó un papel decisivo en la carrera militar de Bolívar y aseguró su éxito en la campaña para liberar a los países de lo que conformaría la Gran Colombia.

## Presidentes de la República de Haití (1806–1820)

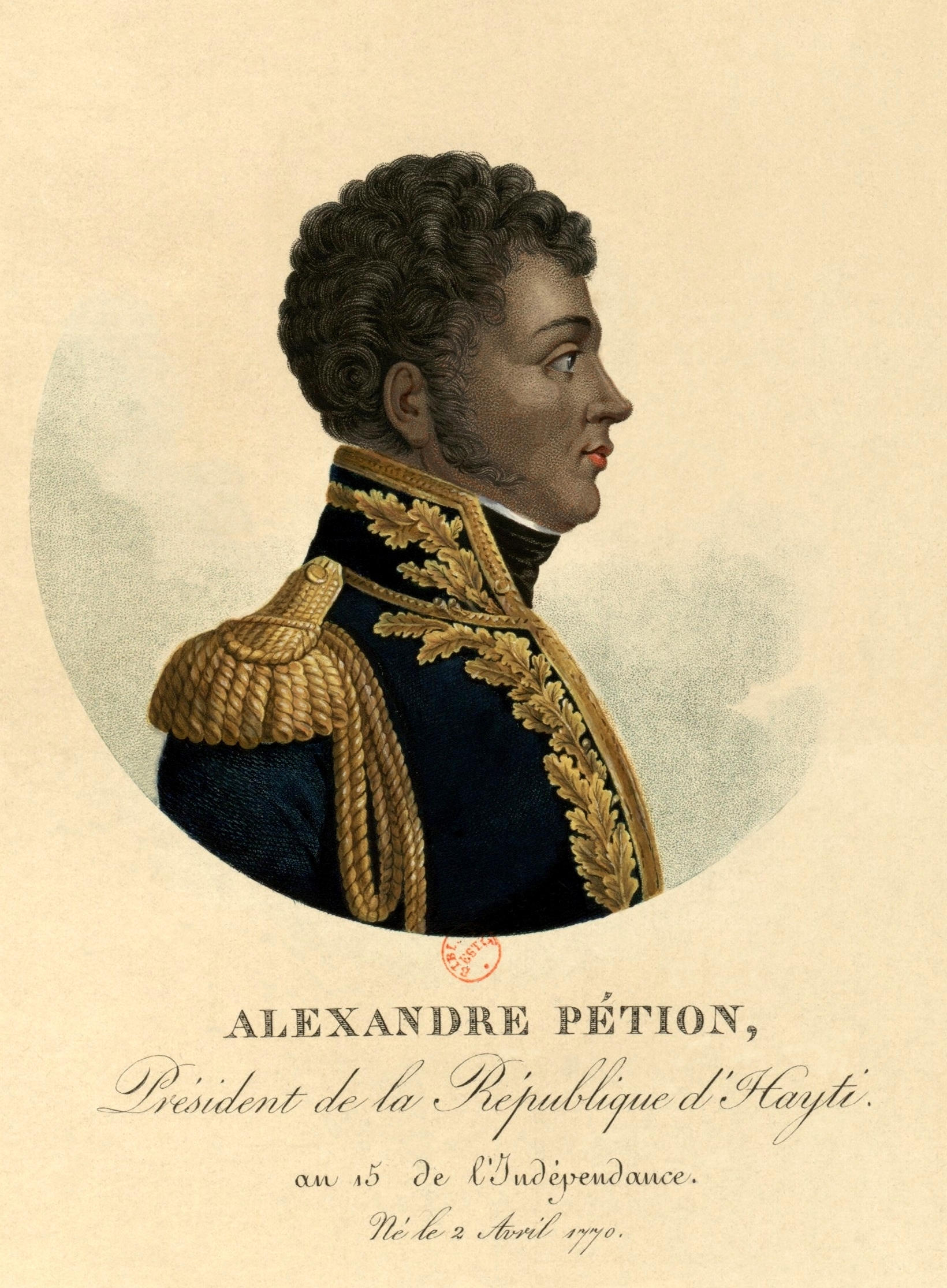
Alexandre Pétion, 1er Presidente de la República de Haití.
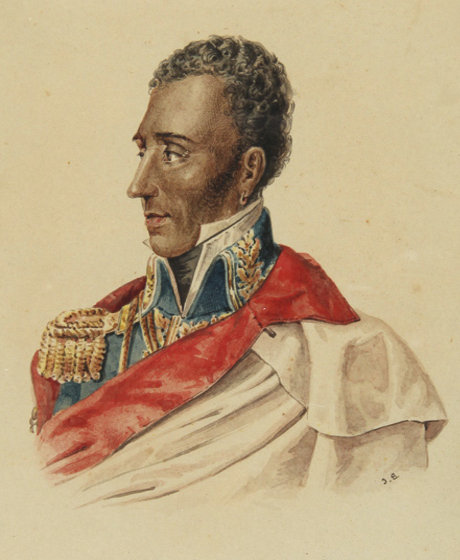
Jean-Pierre Boyer, 2do de la República de Haití.

## R̩eferencias
1. ↑  Constitution of Haiti from 27 December 1806, and its revision from 2 June 1816, year 13 of independence. Saint Marc. 1820. p. Article 142.
2. ↑  Senauth, Frank (2011). The Making and the Destruction of Haiti. Bloomington, IN: AuthorHouse. p. 25.
3. ↑  Jenson, Deborah (2012). Beyond the slave narrative: politics, sex, and manuscripts in the Haitian revolution. Liverpool: Liverpool University Press. p. 185.
4. ↑  Marion, Alexandre Pétion, Ignace Despontreaux Marion, and Simón Bolívar (1849). Expédition de Bolivar (en francés). Port-au-Prince: De l'imp. de Jh. Courtois.

- Datos: Q97704156